# Vikariát České Budějovice – venkov
Vikariát České Budějovice – venkov je jedním z deseti vikariátů českobudějovické diecéze. Skládá se z 44 farností, z nichž pouze v desíti sídlí farář nebo administrátor, a v duchovní správě v něm působí 17 kněží (z toho tři z vikariátu České Budějovice – město, jeden z vikariátu Český Krumlov a jeden z vikariátu Prachatice) a čtyři jáhni. Okrskovým vikářem je P. Mgr. Josef Stolařík, administrátor v Ševětíně, a vikariátním sekretářem P. Václav Hes.

## Farnosti vikariátu
| Farnost                   | Správce | Další duchovní ve farnosti                                                           | Farní kostel                |
| ------------------------- | --- | ------------------------------------------------------------------------------------ | --------------------------- |
| Bílá Hůrka                | P. Štefan Ján Nemec CFSsS., administrátor                                                                          |                                                                                      | sv. Štěpána                 |
| Borovany                  | P. Andrzej Urbisz, administrátor                                                                                   | Ing. Pavel Poláček, trvalý jáhen ustanovený ke službě                                | Navštívení Panny Marie      |
| Boršov nad Vltavou        | Mons. Václav Habart,administrátor excurrendo                                                                       | P. Bc. Pavel Bicek, farní vikář Bc. Vojtěch Talíř, trvalý jáhen ustanovený ke službě | sv. Jakuba staršího         |
| Bošilec                   | P. Mgr. Josef Stolařík,administrátor excurrendo                                                                    |                                                                                      | sv. Martina                 |
| Čakov                     | P. Prof. ThLic. PaedDr. Martin Weis Th.D.,administrátor excurrendo                                                 |                                                                                      | sv. Linharta                |
| Dobrá Voda u Nových Hradů | P. Radoslav Šedivý, Opus J.S.S. (administrátor excurrendo)                                                         | P. Georg Josef Erhart, Opus J.S.S.                                                   | Panny Marie Těšitelky       |
| Dolní Bukovsko            | P. Mgr. Josef Stolařík (administrátor excurrendo)                                                                  |                                                                                      | Narození Panny Marie        |
| Dolní Slověnice           | P. Mgr. Marcin Krzysztof Chmielewski (administrátor excurrendo)                                                    |                                                                                      | sv. Mikuláše a sv. Linharta |
| Doudleby                  | P. Mgr. Tomasz Krzysztof Piechnik (administrátor excurrendo)                                                       | Bc. Vojtěch Talíř, trvalý jáhen - ustanovený ke službě                               | sv. Vincence, mučedníka     |
| Dubné                     | P. Prof. ThLic. PaedDr. Martin WEIS, Th.D.                                                                         |                                                                                      | Nanebevzetí Panny Marie     |
| Hluboká nad Vltavou       | P. Mr. Mgr. Tomas van Zavrel                                                                                       |                                                                                      | sv. Jana Nepomuckého        |
| Hojná Voda                | P. Andrej Ľudovít Šabo, Opus J.S.S. (administrátor excurrendo)                                                     |                                                                                      | sv. Anny (zbořený)          |
| Horní Stropnice           | P. Andrej Ľudovít Šabo, Opus J.S.S. (administrátor excurrendo)                                                     |                                                                                      | sv. Mikuláše                |
| Hosín                     | P. Mr. Mgr. Tomas van Zavrel (administrátor excurrendo)                                                            |                                                                                      | sv. Petra a Pavla           |
| Chrášťany                 | P. Václav Hes (administrátor excurrendo)                                                                           | Karel Sádlo, trvalý jáhen - ustanovený ke službě                                     | sv. Bartoloměje             |
| Jílovice                  | P. Andrzej Urbisz (administrátor excurrendo)                                                                       | Ing. Pavel Poláček, trvalý jáhen - ustanovený ke službě                              | sv. Jakuba Staršího         |
| Kamenný Újezd             | P. Mgr. Tomasz Krzysztof Piechnik (administrátor excurrendo)                                                       | Bc. Vojtěch Talíř, trvalý jáhen - ustanovený ke službě                               | Všech Svatých               |
| Kostelec                  | P. Mgr. Josef Staněk (administrátor in materialibus) P. Mr. Mgr. Tomas van Zavrel (administrátor in Spiritualibus) |                                                                                      | sv. Vavřince                |
| Křtěnov                   | P. Václav Hes (administrátor excurrendo)                                                                           |                                                                                      | sv. Prokopa                 |
| Ledenice                  | Ing. Pavel Poláček (administrátor in materialibus) P. Andrzej Urbisz (administrátor in spiritualibus)              |                                                                                      | sv. Vavřince                |
| Libníč                    | P. Mgr. Marcin Krzysztof Chmielewski (administrátor excurrendo)                                                    |                                                                                      | Nejsvětější Trojice         |
| Lišov                     | P. Mgr. Marcin Krzysztof Chmielewski                                                                               |                                                                                      | sv. Václava                 |
| Mladošovice               | P. Andrzej Urbisz (administrátor excurrendo)                                                                       | Ing. Pavel Poláček, trvalý jáhen - ustanovený ke službě                              | sv. Bartoloměje             |
| Modrá Hůrka               | P. Mgr. Josef Stolařík (administrátor excurrendo)                                                                  |                                                                                      | Nanebevzetí Panny Marie     |
| Nákří                     | P. Ján Štefan Nemec, CFSsS (administrátor excurrendo)                                                              |                                                                                      | sv. Petra a Pavla           |
| Neznašov                  | P. Václav Hes (administrátor excurrendo)                                                                           |                                                                                      | Nejsvětější Trojice         |
| Nové Hrady                | P. Radoslav Šedivý, Opus J.S.S.                                                                                    | P. Andrej Ľudovít Šabo, Opus J.S.S.                                                  | sv. Petra a Pavla           |
| Olešnice                  | P. Mgr. Marcin Dawid Żelazny (administrátor excurrendo)                                                            |                                                                                      | sv. Václava                 |
| Pištín                    | P. Mgr. Bohuslav Richter (administrátor excurrendo)                                                                | Ing. Karel Faber, trvalý jáhen - ustanovený ke službě                                | sv. Vavřince                |
| Purkarec                  | P. Mr. Mgr. Tomas van Zavrel (administrátor excurrendo)                                                            |                                                                                      | sv. Jiří                    |
| Rudolfov                  | P. Mgr. Marcin Krzysztof Chmielewski (administrátor excurrendo)                                                    |                                                                                      | sv. Víta                    |
| Rychnov u Nových Hradů    | P. Andrej Ľudovít Šabo, Opus J.S.S. (administrátor excurrendo)                                                     |                                                                                      | sv. Jiljí                   |
| Římov                     | P. PhDr. Jakub Václav Zentner FSSP                                                                                 | P. Štěpán Šrubař FSSP (farní vikář) P. Dominik Ettler (farní vikář)                  | Ducha Svatého               |
| Sedlec                    | P. Mgr. Bohuslav Richter (administrátor excurrendo)                                                                |                                                                                      | sv. Jana Nepomuckého        |
| Strýčice                  | P. Mgr. Pavel Liška (administrátor excurrendo)                                                                     |                                                                                      | sv. Petra a Pavla           |
| Střížov                   | P. Mgr. Petr Maxmilián Koutský, CFSsS (administrátor excurrendo)                                                   |                                                                                      | sv. Martina                 |
| Svatý Jan nad Malší       | P. Mgr. Jan Mikeš (administrátor excurrendo)                                                                       |                                                                                      | sv. Jan Nepomucký           |
| Ševětín                   | P. Mgr. Josef Stolařík                                                                                             |                                                                                      | sv. Mikuláše                |
| Štěpánovice               | P. Mgr. Marcin Krzysztof Chmielewski (administrátor excurrendo)                                                    |                                                                                      | Nanebevzetí Panny Marie     |
| Trhové Sviny              | P. Mgr. Marcin Dawid Żelazny                                                                                       |                                                                                      | Nanebevzetí Panny Marie     |
| Týn nad Vltavou           | P. Václav Hes | Karel Sádlo, trvalý jáhen - ustanovený ke službě                                     | sv. Jakuba staršího         |
| Zahájí                    | P. Ján Štefan Nemec, CFSsS (administrátor excurrendo)                                                              |                                                                                      | Zvěstování Páně             |
| Žimutice                  | P. Mgr. Josef Stolařík (administrátor excurrendo)                                                                  |                                                                                      | sv. Martina                 |
| Žumberk u Trhových Svinů  | P. Mgr. Marcin Dawid Żelazny (administrátor excurrendo)                                                            |                                                                                      | Umučení sv. Jana Křtitele   |

## Galerie

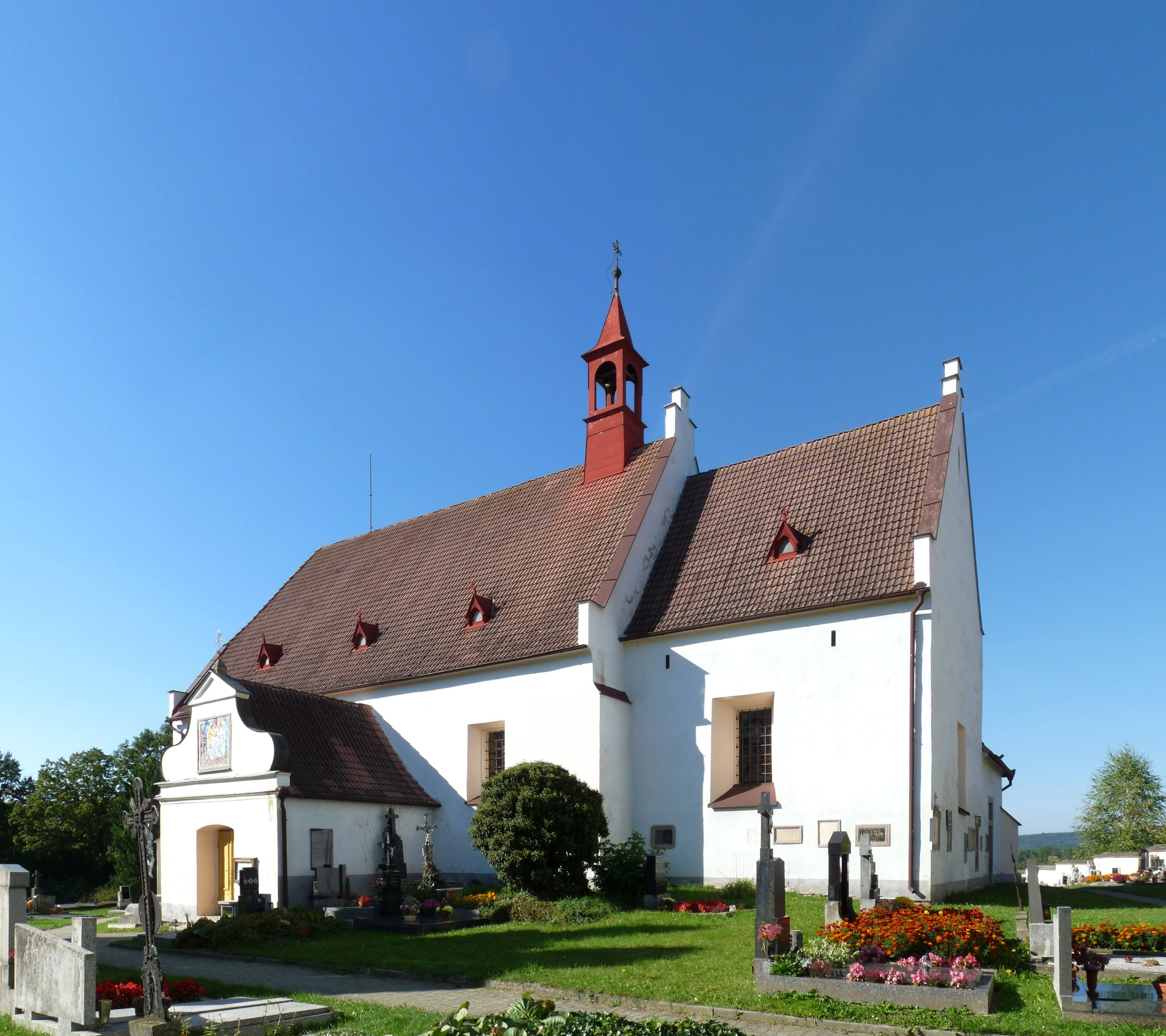
Farní kostel sv. Štěpána v Bílé Hůrce
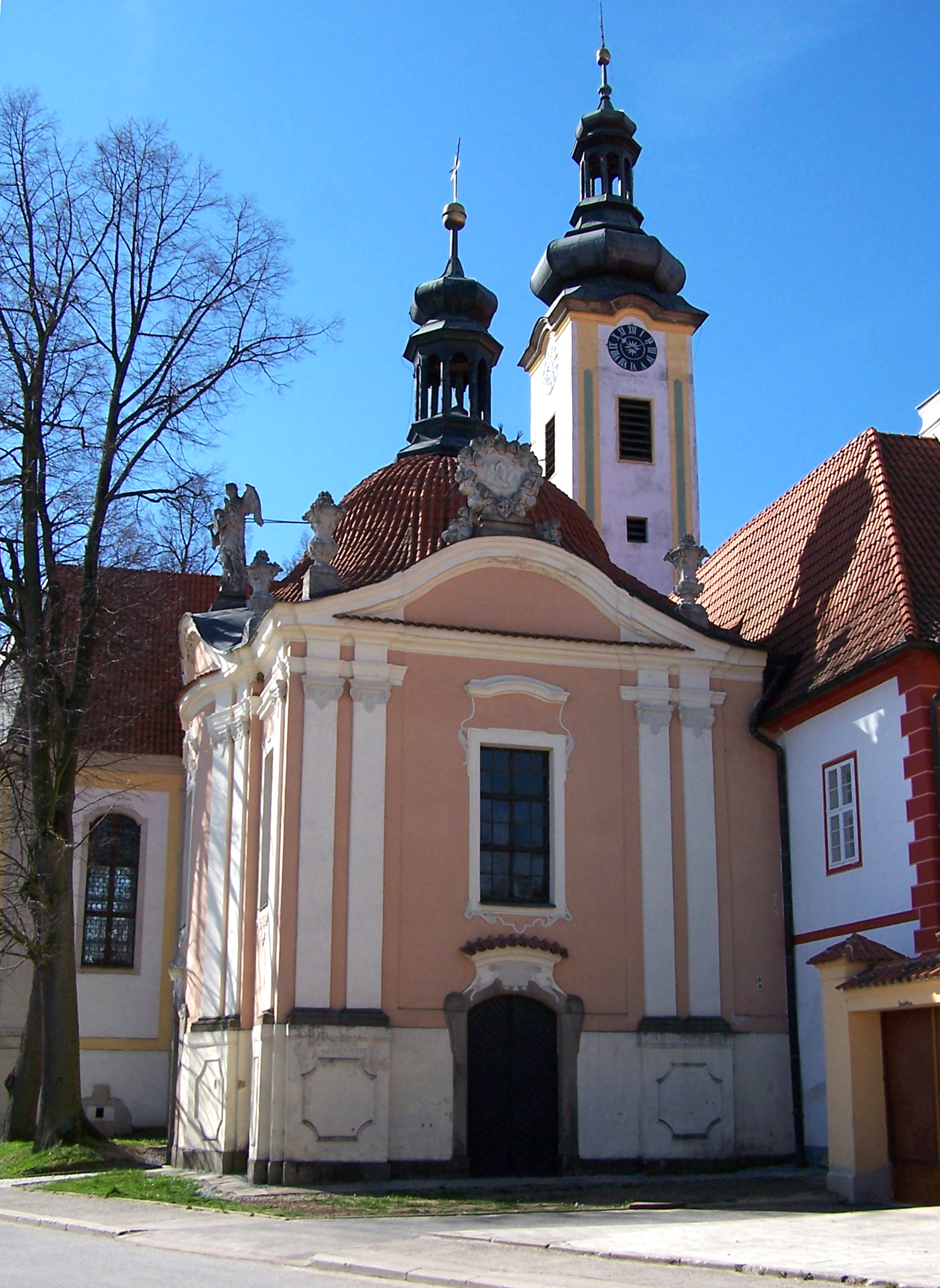
Farní kostel Navštívení Panny Marie v Borovanech
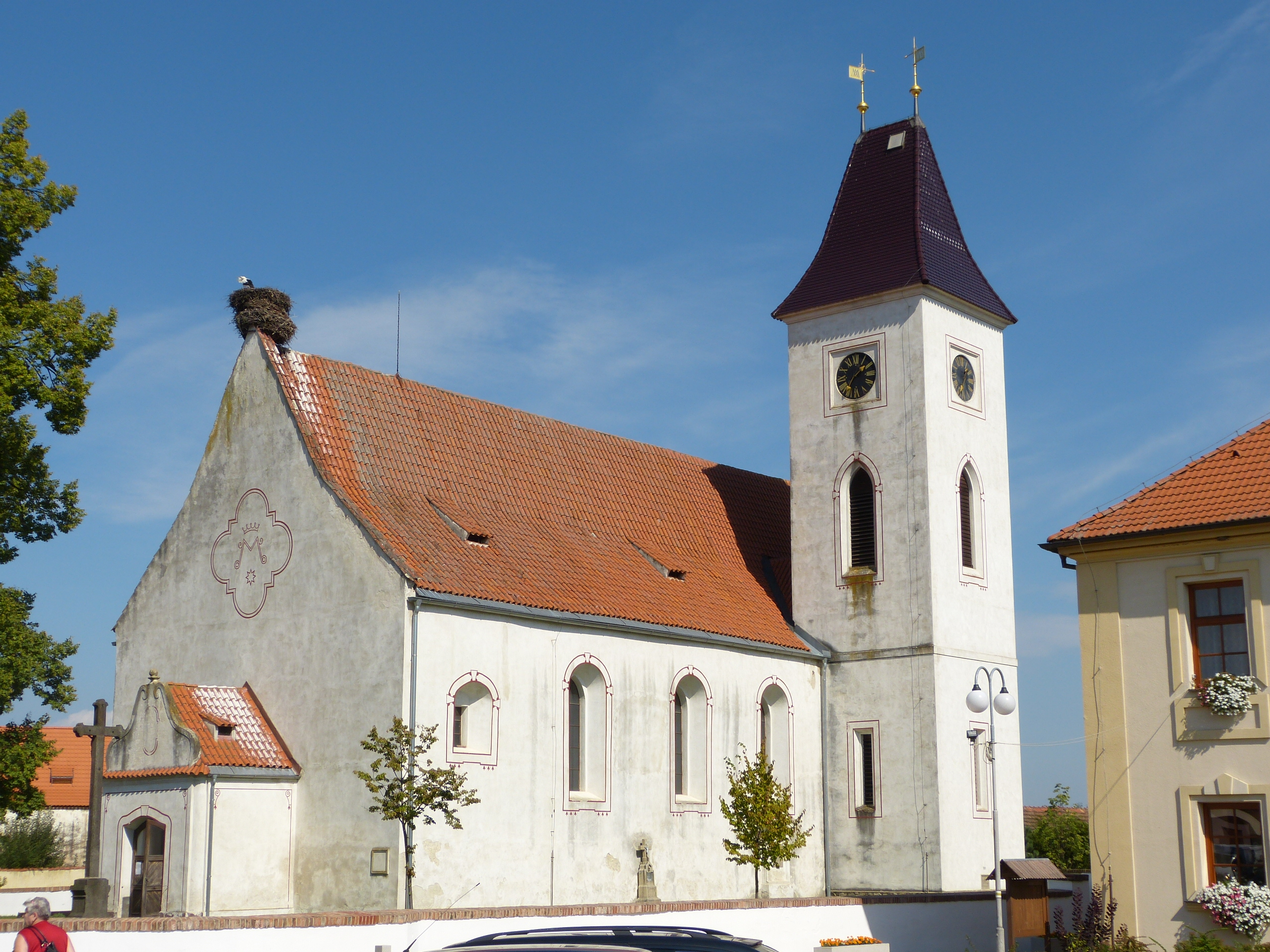
Farní kostel Nanebevzetí Panny Marie v Dubném
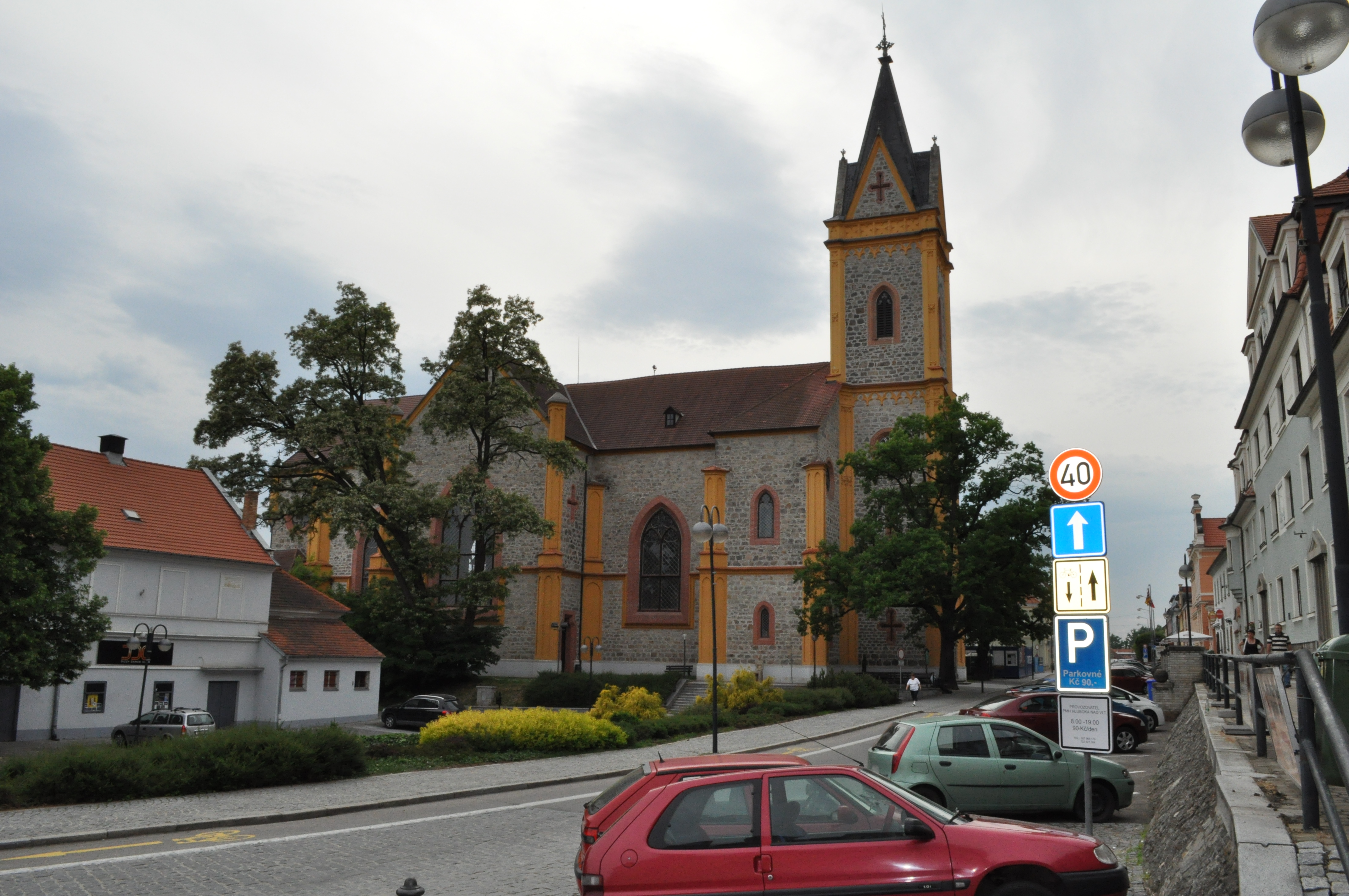
Farní kostel sv. Jana Nepomuckého v Hluboké nad Vltavou
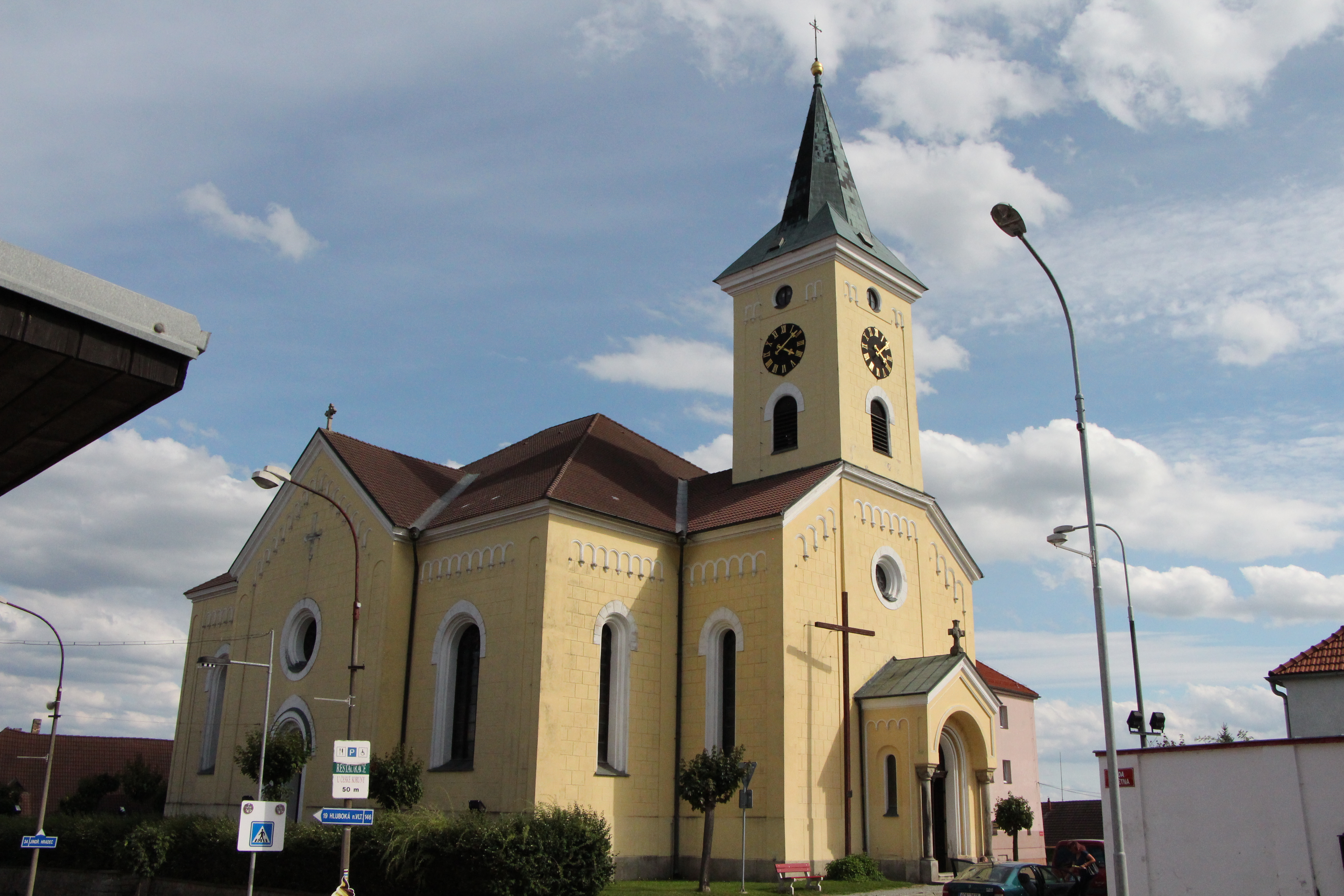
Farní kostel sv. Václava v Lišově
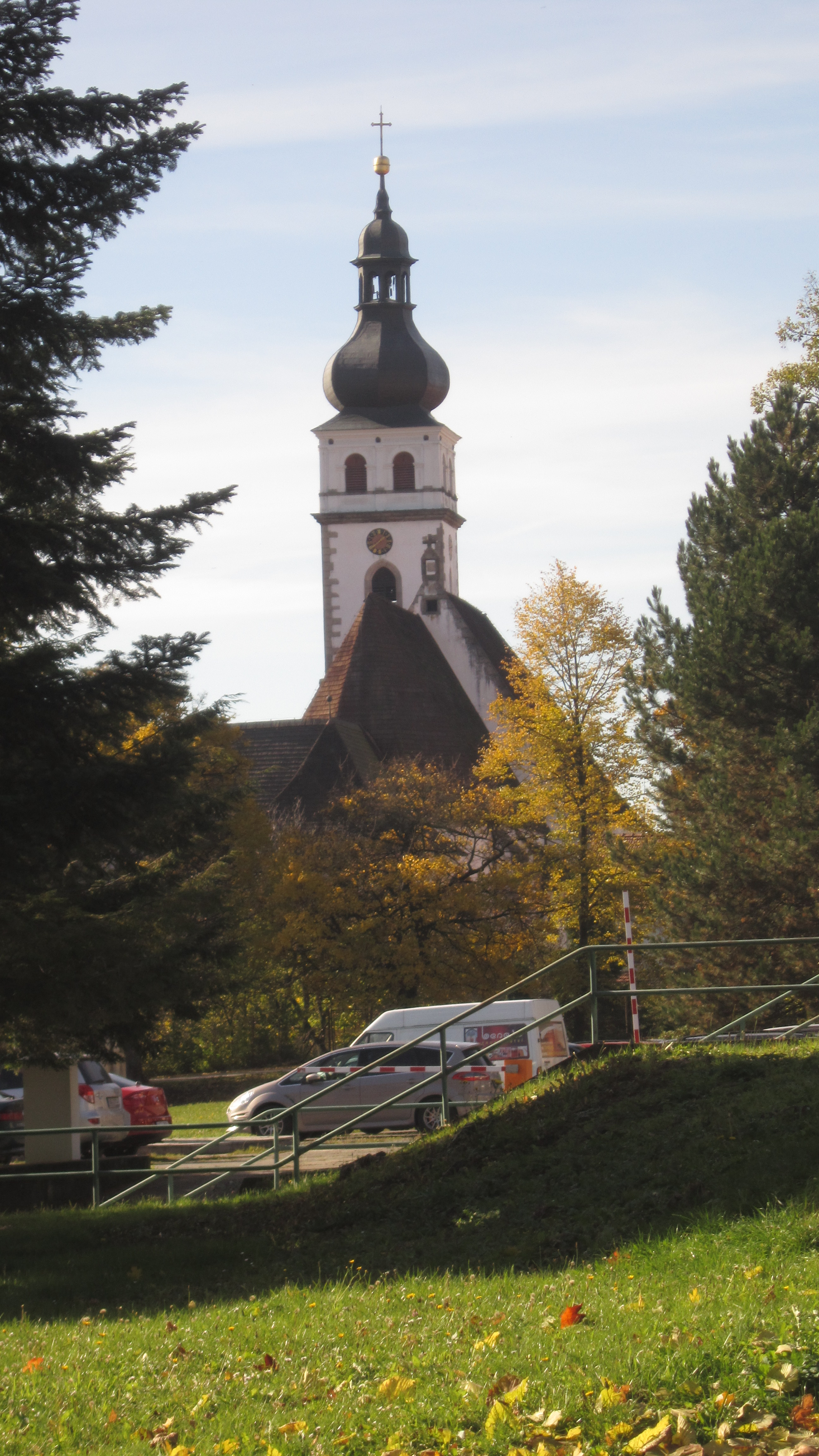
Farní kostel sv. Petra a Pavla v Nových Hradech
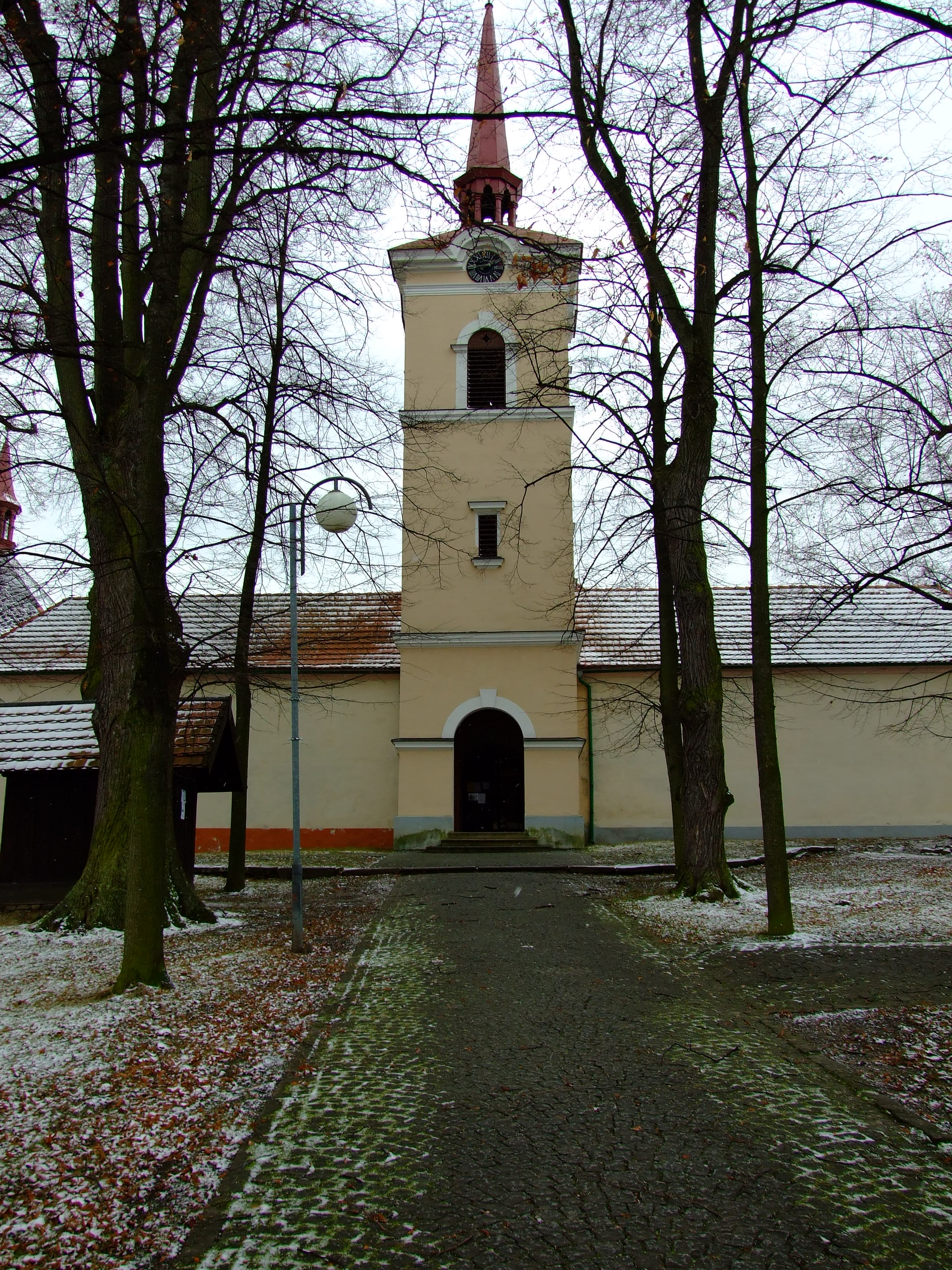
Farní kostel Svatého Ducha v Římově
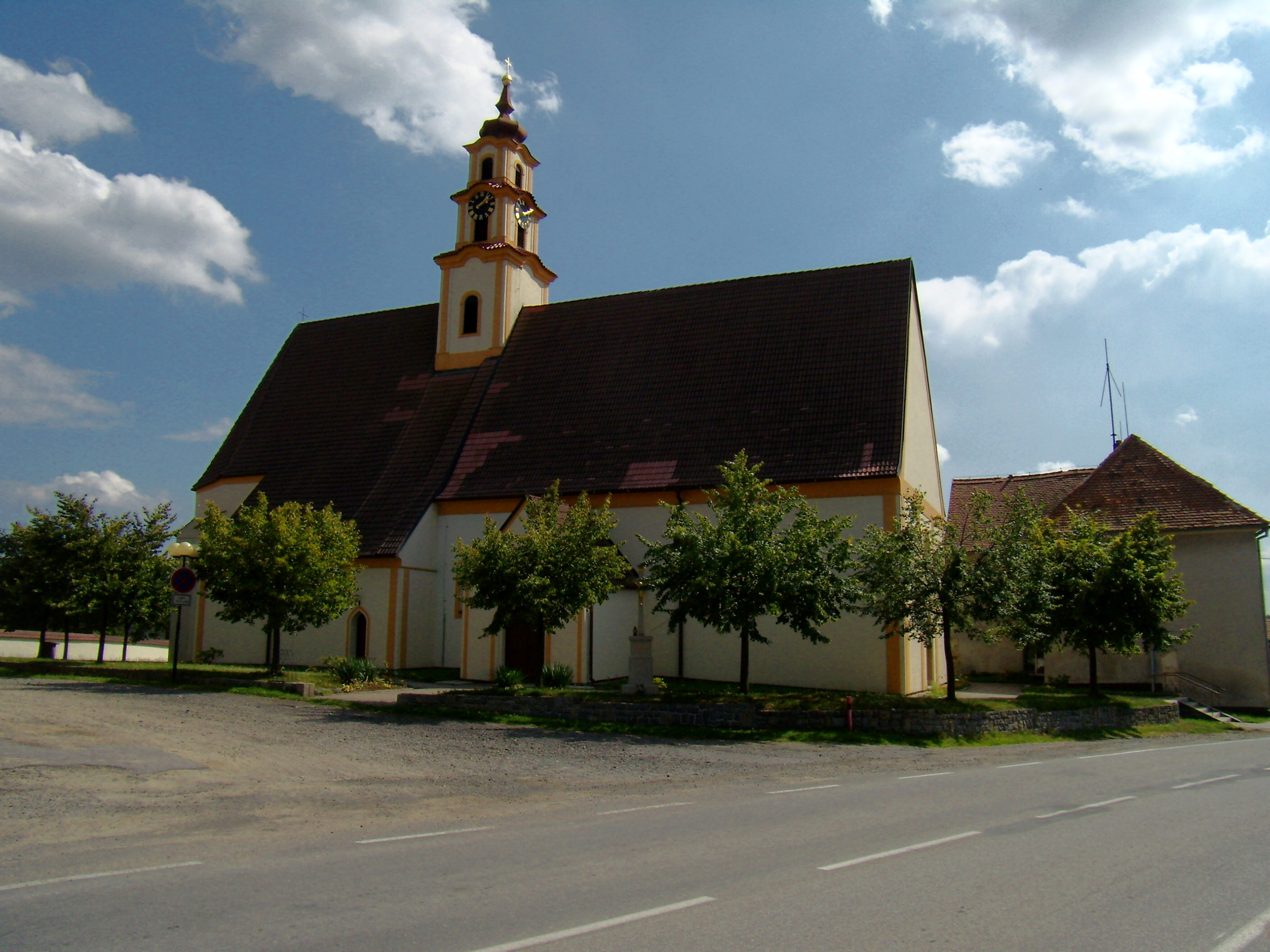
Farní kostel sv. Mikuláše v Ševětíně
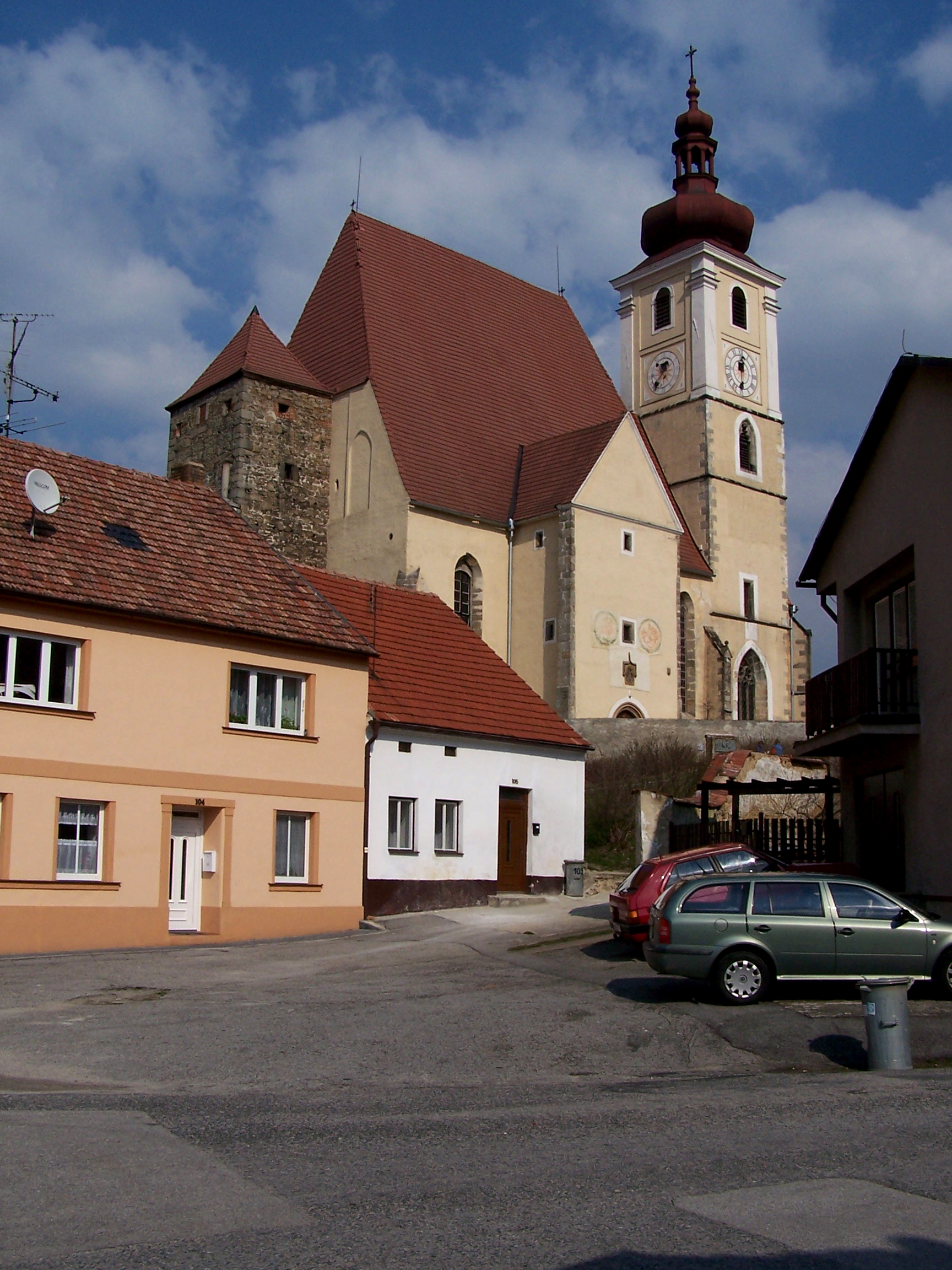
Farní kostel Nanebevzetí Panny Marie v Trhových Svinech
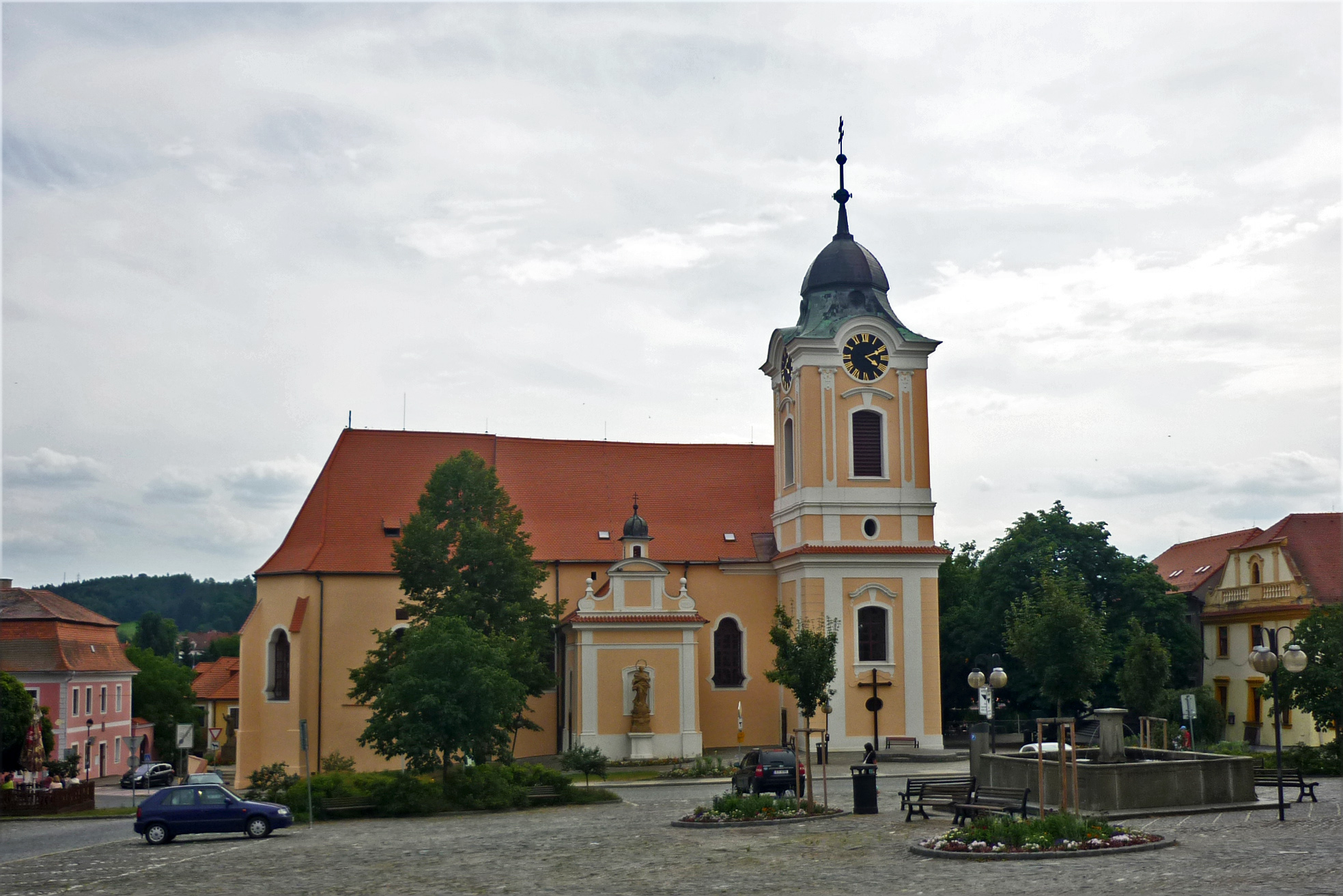
Farní kostel sv. Jakuba staršího v Týnu nad Vltavou